# Zettabyte
Zettabyte là một bội số của byte trong cách tính đơn vị lưu trữ bộ nhớ máy tính. Tiền tố SI zêta chỉ lũy thừa thứ 7 của 1000 hay 1021 trong SI (SI). Do đó, một zettabyte bằng  một số lượng cực lớn bytes. Ký hiệu của Zettabyte là ZB.
1 ZB = 10007byte = 1021byte = 1000000000000000000000byte = 1000EB = 1TriệuPB = 11000000000 (số)TB = 11,000,000,000,000[GB]].
Một đơn vị liên quan, Zebibyte (ZiB), sử dụng một tiền tố nhị phân, tương đương với 10247byte.